# Конфуций
Конфуций (на китайски: 孔子; на пинин: Kǒngzǐ, Кун Дзъ) е китайски мислител и философ, от чиито учения произлиза конфуцианството, повлияло живота и мисленето на хората в Китай, Япония, Корея и Виетнам.
Той е измежду най-влиятелните личности в китайската и световната история и религия. Приживе е наричан „учител на 10 000 поколения“. Съвременник е на Лао Дзъ и дори някои го смятат за негов ученик.
Да се придържаш към мъдростта на традицията, но и да проверяваш дали издържа на времето и дали не е повлияна от егоистични интереси, е основната житейската мъдрост на Учителя.

## Имена и прозвища
Истинското име на Конфуций е Кун Циу (孔丘), но китайците обикновено го наричат Кун Дзъ (孔子). Дзъ (子) означава „специалист“/„учител“ и почти всички китайски философи го имат в името си – Лао Дзъ (老子), Джуан Дзъ (庄子), Сун Дзъ (孙子). Така Кун Дзъ означава Учителя Кун. По-късно, за да добавят още повече тежест към името, добавят Фу (夫), което означава „голям“/„велик“, и така се получава Кун Фудзъ (孔夫子) – Великият учител Кун. През 16 век името Кун Фудзъ е транскрибирано на латински от мисионера Микеле Руджери като Confucius и тази форма става основа на имената, използвани в повечето европейски езици, включително и българската – Конфуций.
Съгласно китайската традиция, освен личното си име, получено при раждането, Конфуций има и официално име, което се дава на около двадесетгодишна възраст – Джун Ни (仲尼). Посмъртно той получава официално и няколко други имена. През 1 век е наречен Боачънсюеннигун (褒成宣尼公, „Соченият за похвала господар Ни“), през 16 век – Джъшънсиеншъ (至聖先師, „Най-мъдрият почитан починал учител“), а също и Джъшън (至聖, „Най-великият мъдрец“), Сиеншъ (先師, „Пръв учител“) и Уаншъшъбяо (萬世師表，, „Пример за учителите през вековете“.

## Живот
Кун Дзъ или наричан още Конфуций, традиционно се приема, че е роден през 551 пр.н.е.. Това е през Периода на пролетта и есента от китайската история, в зората на движението на Стоте философски школи. Конфуций е роден в град Цюфу, в древното китайско княжество Лу (в наши дни – част от провинция Шандун), в семейството на дребен, обеднял благородник, избягал от китайската държава Сун.
В Записки на великия историк (史記), съставени четири века след смъртта на Конфуций, се споменава, че той е бил извънбрачен син (野合). Когато се родил, баща му бил на седемдесет години, а майка му – само на осемнайсет. Когато Конфуций бил на три, баща му починал, и майка му го отгледала сама в дълбока бедност. По произход, той бил свързан с увеличаващата се обществена прослойка Ши (士), която се намирала между стария нобилитет и обикновените хора в обществената йерархия.
Казват, че като дете Конфуций обичал да поставя ритуални вази на масата за жертвоприношения. На деветнайсет годишна възраст, той се оженил за младо момиче на име Чи Чуан (亓官), което родило първото му дете, сина му Кон Ли (孔鯉) през следващата година. Конфуций работил като пастир, чиновник и счетоводител. Когато бил на 23, майка му починала и той влязъл в тригодишен официален траур.
Като младеж, той работил като дребен администратор в Лу и се издигнал до поста министър на правосъдието (大司寇), когато навършил петдесет и три. След двугодишна служба на поста, Конфуций го напуснал поради несъгласие с политиката на княза на Лу.
Според Мисли на Конфуций, Лу била просперираща държава именно заради мъдрото управление на Конфуций, но това едва ли е вярно, тъй като той не е заемал високопоставена позиция нито в Лу, нито някъде другаде. Според една легенда, в съседната държава Чи (齊) се притеснили, че Лу става твърде силна и решили да саботират развитието на Лу като изпратили 100 великолепни коня и 80 красиви танцьорки на владетеля на Лу. Той се отдал на веселби и удоволствия, които продължили три дни, през които владетелят въобще не поглеждал държавните и религиозни дела. В знак на неодобрение към поведението на господаря, Конфуций напуснал Лу.
Той започнал дълго пътуване (или няколко последователни пътувания) из малките царства в Северен и Централен Древен Китай, включително държавите Уей (衛), Сун (宋), Чен (陳) и Кай (蔡). Навсякъде проповядвал политическите си възгледи и никъде не ги видял приложени на практика.
Според Мислите, на шейсет и осем годишна възраст Конфуций се върнал у дома и прекарал последните години от живота си в обучение на ученици и предаване на старите мъдрости чрез пет книги, наречени Петте класики. В една от тях е записано последното послание на мъдреца към царство Лу и неговите ученици: „Мислиш ли различно – развиваш, мислиш ли логично – поправяш, грешиш ли – се научаваш, но само съчетани водят до прогреса“
Поразен от загубата на сина си и на любимия си ученик, Конфуций починал на 72 (или 73) годишна възраст.

## Учение
Учението на Конфуций се основава на патерналистката концепция за държавата, където владетелят е pater familias „баща на семейството“. Конфуций приема, че държавата е едно голямо сплотено семейство. Членовете на държавата са свързани един с друг така здраво и многостранно, както и членовете на семейството, където всичко се гради на уважението, предаността, доверието и отговорността на един към друг. На основата на традицията той извежда и нормите на авторитета като основа на нормативността в държавата. Конфуций определя 5 вида отношения между хората:
- между баща и син;
- между мъж и жена;
- между братя;
- между различни семейства;
- между владетеля и поданиците

Във всички тези отношения е налице подчинението на по-нископоставения към по-високопоставения.
В своята книга „Лун Ю“ Конфуций се представя като прост „проводник, който не е изобретил нищо“. Най-важното според Конфуций е учението и опознаването, което е причината той да бъде възприеман от китайците като „Най-великият учител“. Без да се стреми да изгради систематична теория за живота и обществото или да установи формални ритуали, той иска неговите ученици да мислят задълбочено и самостоятелно и непрестанно да изучават околния свят, най-вече с помощта на древните текстове и съпоставяйки съвременните етични проблеми с исторически събития или с някогашни прояви на чувства, запазени в поезията на сборника „Шъ Дзин“.